# Salicilaldehído

El aldehído salicílico (2-hidroxibenzaldehído), o salicilaldehído, es el compuesto orgánico con la fórmula C6H4CHO-2-OH. Junto con el 3- 
hidroxibenzaldehído y el 4-hidroxibenzaldehído, es uno de los tres isómeros del hidroxibenzaldehído. Es un líquido aceitoso incoloro que a una concentración más alta tiene olor a almendras amargas. El salicilaldehído es un precursor clave de una variedad de agentes quelantes, algunos de los cuales son comercialmente importantes.

## Producción
El salicilaldehído se prepara a partir de fenol y cloroformo, calentándolos con hidróxido de sodio o con hidróxido de potasio en una reacción de Reimer–Tiemann:

Alternativamente, se produce por condensación de fenol o sus derivados con formaldehído, lo cual genera alcohol hidroxibencílico, que se oxida al aldehído.
Los salicilaldehídos en general pueden prepararse a partir del fenol correspondiente mediante la reacción de Duff o mediante tratamiento con paraformaldehído en presencia de cloruro de magnesio y una base.

## Existencias naturales
El salicilaldehído se identificó como un componente aromático característico del trigo sarraceno.
También es uno de los componentes del castóreo, el exudado de las glándulas anales del castor norteamericano (Castor canadensis) maduro  y del castor europeo (Castor fiber), utilizado en perfumería.
Además, el salicilaldehído se produce en las secreciones defensivas de las larvas de varias especies de escarabajos foliares que pertenecen a la subtribu Chrysomelina. 
 Un ejemplo de una especie de escarabajo de las hojas que 
produce salicilaldehído es el escarabajo de la hoja de álamo rojo Chrysomela populi.

## Reacciones y aplicaciones
El salicilaldehído se usa para obtener lo siguiente:

Catecol, benzofurano, una salicilaldehidimina (R = alquil o aril), 3-carbetoxicumarina.

- La oxidación con peróxido de hidrógeno da catecol (1,2-dihidroxibenceno) (reacción de Dakin).[8].

- La eterificación con ácido cloroacético seguida de ciclación da el heterociclo benzofurano (cumarona).[9] El primer paso en esta reacción al benzofurano sustituido se denomina condensación Rap-Stoermer, por E. Rap (1895) y R. Stoermer (1900).[10][11]

- El salicilaldehído se convierte en ligandos quelantes por condensación con aminas. Con etilendiamina, se condensa para dar la salida del ligando. La hidroxilamina da salicilaldoxima.

- La condensación con malonato de dietilo da 3-carbetoxicumarina (un derivado de la cumarina), por una condensación aldólica.[12]